# Карен Блек
Карен Блек (енгл. Karen Black; Парк Риџ, Илиноис, 1. јул 1939 — Санта Моника, 8. август 2013) била је америчка филмска глумица, позната по улогама у хорор филмовима. Освојила је два Златна глобуса, а 1970. је била номинована и за Оскар за најбољу споредну глумицу у филму Пет лаких комада (Five Easy Pieces) Боба Рејфелсона. На филму је дебитовала 1959. Удавала се четири пута.

## Изабрана филмографија
- Кућа хиљаду лешева (2003)
- Деца кукуруза 4 (1996)
- Свемирска станица (1977)
- Жртве паљенице (1976)
- Велики Гетсби (1975)
- Пет лаких комада (1970)